# Bakori
Bakori è una città della Repubblica Federale della Nigeria appartenente allo stato di Katsina. È capoluogo dell'omonima area a governo locale (local government area) che si estende su una superficie di 679 km² e conta una popolazione di 159.371 abitanti.